# L'Amour fou
Pour les articles homonymes, voir L'Amour fou (homonymie).
L'Amour fou est un récit d'André Breton écrit entre 1934 et 1936, et publié en 1937.
Il conclut la trilogie débutée par Nadja (1928) puis poursuivie par Les Vases communicants (1932), centrée sur une problématique autobiographique et la découverte du « hasard objectif », et caractérisée par l'insertion de photographies. Breton déclara ainsi dans une lettre à Jean Paulhan du 2 décembre 1939 souhaiter « réunir sous une seule couverture » les trois ouvrages.

## Présentation
Le livre relate des expériences vécues, des coïncidences qui lui font rencontrer Jacqueline Lamba, sa future femme, véritable centre de gravité du récit. La construction du livre, apparemment déstructurée, est faite de parties « fantasmagoriques », récits de rêves, et de ruptures narratives mêlées de photographies et poésies, comme l'était Nadja. Dans cette dispersion apparaît malgré cela un fil conducteur, le sujet de l'amour. Dans un passage, il loue d'ailleurs un film sorti en 1935 d'un amour impossible fantasmé : Peter Ibbetson, l'adaptation par Henry Hathaway du roman de George du Maurier :

« un film prodigieux, triomphe de la pensée surréaliste. »

Dans Nadja, le livre s'achevait par cette phrase où l'auteur avait écrit en majuscule le mot convulsive : 

« La beauté sera CONVULSIVE ou ne sera pas »

L'Amour fou poursuit ainsi l'élucidation d'une telle formule. André Breton considère l'amour selon deux aspects : l'amour comme « communication des cœurs » (ce à quoi il fait référence par la symbolique de l'Étoile du tarot (17e arcane) et Les Vases communicants), et l'amour charnel, donnant au terme « CONVULSIVE » toute sa dimension physique. Le « hasard objectif » permettant d'en découvrir toutes les facettes.

Cette séparation du corps et de l'esprit, Breton veut la transformer en un point de réunion, ce fameux « amour fou ». Le conseil final adressé à sa fille, Aube, née fin décembre 1935, est donc : 

« Je vous souhaite d'être follement aimée. »